# Gynoplistia (Gynoplistia) dactylophora
Gynoplistia (Gynoplistia) dactylophora is een tweevleugelige uit de familie steltmuggen (Limoniidae). De soort komt voor in het Australaziatisch gebied.